# نبیل عاشور
نبیل عاشور (عربی: نبيل عاشور رمضان بيت فرج‌الله؛ زادهٔ ۷ آوریل ۱۹۸۲) بازیکن فوتبال اهل عمان بود.
از باشگاه‌هایی که در آن بازی کرده‌است می‌توان به باشگاه فوتبال ظفار و باشگاه ورزشی النصر اشاره کرد.
وی همچنین در تیم ملی فوتبال عمان بازی کرده‌است.